# Bankplassen
Der Bankplassen (deutsch: Bankplatz) ist ein Platz im Zentrum (Sentrum) der norwegischen Hauptstadt Oslo. Der Platz ist nach der norwegischen Zentralbank Norges Bank benannt, die dort im Laufe der Zeit drei Gebäude, unter anderem ihren heutigen Hauptsitz, errichtete.

## Lage
Der Bankplassen liegt im Stadtzentrum von Oslo im Gebiet Kvadraturen. Im Nordwesten führt die Kongens gate, im Süden die Myntgata und im Südosten die Kirkegata vorbei. Etwas weiter südwestlich des Platzes liegt die Festung Akershus.

## Geschichte
Im Jahr 1828 wurde dort ein Gebäude der norwegischen Bank Norges Bank erbaut. Architekt für das Bankgebäude war Christian Heinrich Grosch. Der Platz wurde auf einem Gebiet errichtet, das frei geworden war, nachdem man im Jahr 1815 beschlossen hatte, Teile der Festung Akershus neu zu bebauen. Zunächst wurden am Bankplassen vor allem Verwaltungsgebäude für private und staatliche Zwecke errichtet. Im Jahr 1837 wurde im südöstlichen Abschnitt des Platzes das Christiania Theater (heute: Nationaltheatret) eröffnet, wodurch er auch zu einem kulturellen Zentrum wurde. Neben dem Theater lag ein Park. Bis zum Ende des 19. Jahrhunderts hatte sich das Restaurant Engebret Café zu einem Treffpunkt für die Osloer Künstlerszene entwickelt und der Platz war ein beliebtes Ausflugsziel. Das Theatergebäude wurde 1899 abgerissen, um dort und auf der Fläche des Parks ein neues Bankgebäude für die Norges Bank zu errichten. Dieses wurde im Jahr 1906 fertig gestellt und nahm das gesamte südliche Ende des Bankplassen ein. Durch den Wegfall des Theaters verlor der Platz an Bedeutung im kulturellen Bereich.
Von 1914 bis 1979 übernahm das Riksarkivet die Räumlichkeiten im ersten Bankgebäude. 2008 zog das Architekturmuseum des Nationalmuseums Oslo ein. Im Jahr 1986 wurde eine von Brynjulf Bergslien geschaffene Statue des Schauspielers Johannes Brun vom Nathionaltheatret auf den Platz verlegt. Im Oktober desselben Jahres wurde auf der Seite zur Kirkegata der neue Hauptsitz der Norges Bank eröffnet. In Verbindung dazu wurde auf dem Platz zudem ein Brunnen errichtet. Eine von Marit Wiklund geschaffene Statue von Gunnar Jahn wurde 1998 enthüllt. Im Jahr 2016 wurde der Platz im Zuge des 200-jährigen Jubiläums der Norges Bank renoviert.

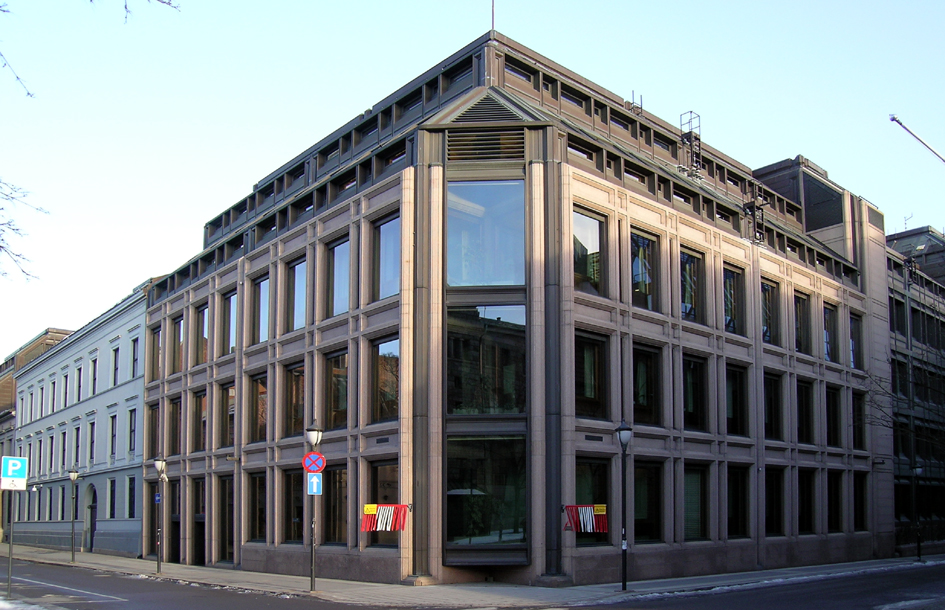
Hauptsitz der Norges Bank
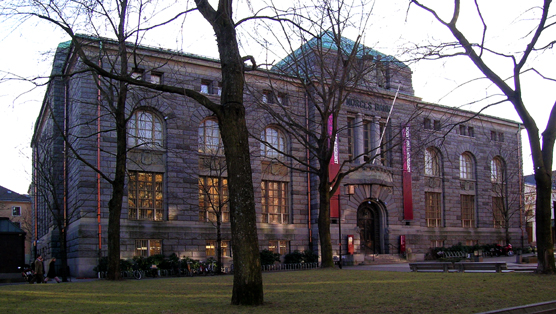
Museet for samtidskunst